# Diego Carrasco (calciatore)
Diego Andrés Carrasco Muñoz (Coquimbo, 25 maggio 1995) è un calciatore cileno, difensore del Dep. Concepción.

## Carriera
Ha giocato nella massima serie cilena.

## Palmarès

### Competizioni nazionali
- Primera B: 1

Coquimbo Unido: 2018